# Alain Maron
Alain Maron (Verviers, 6 mei 1972) is een Belgisch politicus voor Ecolo. Sinds juli 2019 is hij minister in de Brusselse Hoofdstedelijke Regering.

## Biografie
Alain Maron behaalde in 1996 een graduaat in de communicatie aan de Haute École Léon-Eli Troclet in Seraing en studeerde daarna aan de Université catholique de Louvain, waar hij in 2002 licentiaat in economisch en sociaal beleid werd. In 1996 begon hij te werken als adjunct-coördinator van het programma voor de sociale cohesie bij de vzw Mission Locale in Sint-Gillis, die werkzoekenden begeleidt, informeert en vormt in Sint-Gillis. Nadien was hij van 2000 tot 2008 coördinator van de vzw CIDJ, een informatie- en documentatiecentrum voor jongeren, en van 2008 tot 2009 coördinator van de publicaties van Agence Alter in Brussel, een vzw ter verdediging van sociale, economische, culturele en politieke rechten van burgers.
In 1999 werd hij politiek actief voor Ecolo en was van 2000 tot 2006 voor deze partij OCMW-raadslid in Sint-Gillis. In 2004 werd Maron gemeenteraadslid van Sint-Gillis, een functie die hij uitoefende tot eind 2018.
In juni 2009 werd Alain Maron verkozen tot lid van het Brussels Hoofdstedelijk Parlement en in mei 2014 werd hij herkozen. In mei 2017 bracht hij het schandaal bij Samusocial aan het licht.
Bij de Brusselse gewestverkiezingen van mei 2019 werd Maron lijsttrekker voor Ecolo herkozen. Hij onderhandelde mee het akkoord voor de regering-Vervoort III en werd op 18 juli 2019 Brussels minister voor Klimaattransitie, Leefmilieu, Energie, Netheid, Participatieve Democratie, Gezondheid en Sociale Actie. Ook werd hij bevoegd voor de Haven van Brussel. Als Brussels minister was Maron onder meer bevoegd voor het Brusselse beheer van de coronacrisis, waarbij hem werd verweten dat hij niet krachtdadig genoeg optrad en niet genoeg deed om de diverse Brusselse bevolking te bereiken om zich te laten vaccineren. Tegelijkertijd liet hij in de strijd tegen dakloosheid de budgetten voor huisvesting verdubbelen en zette hij zich voor de vergroening van de openbare ruimte. Daarnaast hervormde Maron de afvalophaling en werd de overheidssteun voor het energiezuiniger en klimaatvriendelijker maken van woningen op zijn initiatief verdubbeld.
In juni 2024 werd Alain Maron opnieuw verkozen in het Brussels Parlement.